# Recinte emmurallat de Cabanes
El Recinte Emmurallat de Cabanes, es troba al municipi de Cabanes, a la comarca de la Plana Alta. Com tot recinte emmurallat està catalogat com a Bé d'Interès Cultural, per declaració genèrica, presentant anotació ministerial número RI - 51-0012336, i data d'anotació 22 d'abril de 2009; segons consta a la Direcció General de Patrimoni Artístic de la Generalitat Valenciana.
Cabanes és un municipi de gran història, ja que per la seva ubicació, a uns 300 metres d'altitud, i situada estratègicament entre el Maestrat i la costa, es convertia en una zona de poblament idònia. Potser per això, comptem amb proves d'haver existit població a la zona, des d'èpoques remotes, possiblement des del Neolític. Tot això fa que hi puguem trobar restes arquitectòniques del pas de moltes i diferents formes de poblament, des de prehistòrics als més recents, passant per romans, àrabs, medievals, contemporanis…
La població de Cabanes, en el seu inici depenia del Castell de Miravet, el qual va ser conquistat per Rodrigo Díaz de Vivar a 1090. Fins a 1103, va pertànyer als territoris aragonesos dominats per Pere I d'Aragó i Pamplona.
Més tard, quan es va emprendre la reconquesta dels terrenys en mans dels musulmans, Jaume I d'Aragó va comptar amb molts col·laboradors, com va ser el cas d'en Ponç de Torrella, Bisbe de Tortosa, qui com a compensació pels serveis prestats, va rebre la possessió del Castell de Miravet el 24 d'abril de 1225, encara que en aquest moment encara estava en mans musulmanes. La conquesta del Castell de Miravet, va tenir lloc l'any 1233.
En el seu inici, el nucli de població el constituïen unes illes compreses entre els carrers Carme, Del Rosario i de Sant Antoni, les quals estaven degudament defensades per unes muralles. Aquest recinte va haver de ser ampliat en el segle xiv, cosa que va suposar la construcció de nous edificis entre els carrers Sant Mateu fins a la del Mar i la de Sant Vicent; això va tenir com a conseqüència una nova zona emmurallada que abastés el nou nucli poblacional. Novament, aquesta vegada en el segle xv es va procedir a ampliar les antigues muralles. Al segle xvi les poblacions de Miravet i Albalat dels Ànecs es van traslladar a l'actual Cabanes, que es va annexionar els dos territoris, la qual cosa suposa una nova necessitat d'ampliar la zona poblacional. Com tot nucli emmurallat, Cabanes presentava portals pels d'entrar i sortir de la població. Podem destacar els del Mar, Sant Mateu, Sant Vicent, Sant Antoni i del Sitjar, dels quals només perdura l'últim. Va existir una porta de Sant Josep, de les restes de la qual, s'han pogut recuperar carreus que pertanyen a l'arc romà situat en les proximitats d'aquesta.
Les muralles es van conservar fins a l'any 1857. Del recinte emmurallat es conserven també dues torres, una d'elles extramurs, les quals presenten restes de matacans rodons a la cantonada.
Actualment, el recinte es troba confós amb el caseriu de la població, destacant únicament la porta del Sitjar,les esmentades restes de la porta de Sant Josep i les torres amb les seus matacans.